# 혁명적 패배주의
혁명적 패배주의(일본어: 革命的敗北主義 카쿠메이테키하이보쿠슈기[*])는 일본 신좌파 정치사상의 하나다. 혁명적 조국패배주의와는 다른 개념이다.
좌익의 신념에 따르면 "혁명은 언젠가 반드시 성취한다." 그러나 혁명에 이르기에는 많은 투쟁을 거쳐야 한다. 따라서 개별 투쟁에서 타협을 허락하지 않고 구일본군의 옥쇄처럼 자기를 희생해서라도 "혁명적 패배"를 관철해야 한다. 그런 혁명적 패배들이 누적됨으로써 비로소 혁명을 성취하게 된다.
분트계 정파에서 주로 주장된 점에서 일명 분트주의(ブント主義)라고도 한다. 사석혁명론(捨石運動論)이라는 별명도 있다.
한국의 민중가요 〈가자! 노동해방〉의 가사(“아흔아홉번 패배할지라도 단한번 승리 단한번 승리”)의 내용이 이와 유사한 내용을 담고 있다.

## 참고 자료
- 高沢皓司、佐長史朗、松村良一編『 戦後革命運動事典 』新泉社、1985年